# 서운산
서운산(瑞雲山)은 대한민국 경기도 안성시와 충청북도 진천군 경계에 있는 산이다.
칠장산(491.2m)에서 한남정맥과 갈라져서 남쪽으로 뻗어 내린 금북정맥 마루금이 칠현산 (516m) , 덕성산(520m)과 배티고개를 지나 바로 이 서운산을 거쳐서 충청남도 성거산(579m)으로 맥맥히 이어지고 있으니 평야지대인 안성 일대에서는 대표적인 산이다.

## 같이 보기
- 한국의 산
- 서운산성
- 금북정맥